# ترين بوهاغيار
ترين بوهاغيار (بالإنجليزية: Trent Buhagiar)‏ (27 فبراير 1998 بغوسفورد في أستراليا - ) هو لاعب كرة قدم أسترالي في مركز الهجوم. لعب مع سنترال كوست مارينرز وCentral Coast Mariners Academy ‏.

## وصلات خارجية
- ترين بوهاغيار على موقع قاعدة بيانات كرة القدم.إي يو (الإنجليزية)
- ترين بوهاغيار على موقع Soccerbase.com (لاعب) (الإنجليزية)
- ترين بوهاغيار على موقع Soccerway.com (الإنجليزية)
- ترين بوهاغيار على موقع عالم كرة القدم.نت (الإنجليزية)